# Football Club Makila Mabe
Actualités
Le FC Makila Mabe est un club congolais de football basé à Kikwit. 
Il joue en Ligue 2 (2e division), appelé aussi Linafoot Ligue 2. 

## Palmarès
- LIFBAN (2)
  - Champion : 2005, 2006
- EUF-Kikwit (2)
  - Champion : 2005, 2006

## Entraîneurs
- Albert Kanta Kambala